# Hudajužna
Hudajužna – wieś w Słowenii, w gminie Tolmin. W 2018 roku liczyła 80 mieszkańców.